# Сарграмостим
Сарграмостим (англ. Sargramostim) — напівсинтетичний препарат, який є рекомбінантним гранулоцитарним колонієстимулюючим фактором людини, що відноситься до групи імуностимуляторів.

## Застосування в медицині
Сарграмостим найчастіше застосовується для відновлення мієлоїдної тканини після аутологічної або алогенної трансплантації кісткового мозку. Він також використовується для лікування нейтропенії, спричиненої хіміотерапією, під час лікування гострого мієлоїдного лейкозу. Препарат також застосовується для лікування осіб, які зазнали радіаційного опромінення, достатнього для пригнічення мієлогенезу в кістковому мозку. Сарграмостим найчастіше вводять шляхом внутрішньовенної інфузії.

## Протипоказання
Сарграмостим протипоказаний особам з відомою гіперчутливістю до гранулоцитарного колонієстимулюючого фактору, дріжджів або будь-якого компонента продукту, а також при одночасному застосуванні з хіміотерапією та радіотерапією.
Частина форм випуску препарату містить бензиловий спирт, який є токсичним для немовлят; і при застосуванні в дітей раннього віку слід використовувати інші форми сарграмостиму. Дослідження сарграмостиму щодо застосування у вагітних жінок не проводились, хоча встановлено, що він є токсичним для плода. Немає даних про те, чи виділяється сарграмостим у грудне молоко.

## Побічна дія
У частини хворих під час застосування сарграмостиму спостерігались анафілактичні реакції; спостерігались випадки побічних реакцій, пов'язаних із внутрішньовенною інфузією препарату, також спостерігались периферичні набряки, синдром надмірного відтоку рідини з капілярів, можуть спостерігатися ексудативний плеврит і перикардит. Зареєстровані випадки аритмії, особливо в осіб, які мали її випадки в анамнезі. Сарграмостим також частково пригнічує лейкопоез, і може сприяти росту пухлин.

## Хімічний склад
Сарграмостим є рекомбінантним гранулоцитарним колонієстимулюючим фактором, який за хімічним складом є глікопротеїном, що складається з 127 амінокислот; препарат є сумішшю трьох фракцій GM-CSF, які мають молекулярну масу 19500, 16800 і 15500 дальтон. Сарграмостим виготовляється з дріжджів.

## Історія створення
Послідовність амінокислот людського гранулоцитарного колонієстимулюючого фактору була вперше ідентифікована в 1985 році, і незабаром було вироблено три види рекомінбінантного людського гранулоцитарного колонієстимулюючого фактору: один у бактеріях, один у клітинах ссавців, і один у дріжджах; зокрема компанія «Immunex» розробила гранулоцитарний колонієстимулюючий фактор, вирощений на дріжджах, який отримав робочу назву «Leukine». У 1987 році розпочались клінічні дослідження сарграмостиму; того ж року його ввели 6 особам у рамках протоколу застосування для полегшення страждань хворих жертвам опромінення цезієм у результаті радіоактивного забруднення в Гоянії.
У березні 1991 року сарграмостим схвалений FDA під торговою назвою «Leukine» для застосування з метою прискорення відновлення кількості лейкоцитів після аутологічної трансплантації кісткового мозку у хворих неходжкінською лімфомою, гострим лімфолейкозом або лімфогранульоматозом. У листопаді 1996 року FDA також схвалило сарграмостим для лікування грибкових інфекцій і відновлення кількості лейкоцитів після хіміотерапії. Рідка форма препарату була схвалена в 1995 році. У 2002 році компанія «Immunex» був придбана компанією «Amgen». У рамках придбання виробництво «Leukine» передано дочірній компанії «Berlex», яка в 2007 році стала частиною «Bayer HealthCare».
У січні 2008 року компанія «Bayer» повідомила медичних працівників про вилучення з продажу рідкої форми сарграмостиму. Рідка форма була вилучена через тенденцію до зростання кількості спонтанних повідомлень про побічні реакції, включаючи непритомність, які з'явились зі зміною складу препарату, яка була зроблена приблизно в квітні 2007 року, коли до складу рідкої форми включено ЕДТА. При застосуванні ліофілізованого сарграмостиму тенденції до зростання частоти побічних реакцій не спостерігалася. Оригінальна рідка формула без ЕДТА була повернута на ринок США в травні 2008 року.
У 2009 році компанія «Genzyme» придбала у компанії «Bayer» права на сарграмостим, включаючи виробничі потужності в районі Сіетла.
У березні 2018 року покази до застосування препарату було розширено, схвалено використання саргамостиму при гострій променевій хворобі.